# Rdeča armada
Rdéča armáda (rusko Рабоче-крестьянская Красная армия (РККА), dobesedno Delavsko-kmečka rdeča armada; kratica RA oziroma RKKA) je bila vojska Sovjetske zveze od leta 1918 do 1946. Po tem letu se je imenovala Sovjetska armada. Nasledila je imperialno rusko vojsko.

## Zgodovina
Ustanovljena je bila pod vodstvom Leva Trockija.  Oznako rdeča (rusko: krasnaya) je dobila po značilni barvi komunistične partije, ki jo je vodila. 
Nastala je iz Rdeče garde. Za rojstni dan Rdeče armade štejejo 23. februar 1918, ko je po trditvah uradne sovjetske propagande prvič premagala tedanjo nemško vojsko. 
Med Stalinovo veliko čistko je bilo aretiranih in usmrčenih veliko oficirjev, ki naj bi bili sovražniki naroda. Zamenjali so jih oficirji iz komustične partije, ki so bili precej manj izkušeni, kar je privedlo do velikih izgub med drugo svetovno vojno. 
Med drugo svetovno vojno je na vzhodni fronti premagala 75-80% celotne nemške vojske in odločilno vplivala na izid vojne. Na začetku operacije Barbarossa leta 1941, nemške invazije na Sovjetsko zvezo, je Sovjetska zveza izgubila skoraj celotno ozemlje na evropski strani. 60% prebivalstva se je znašlo na nemškem okupiranem ozemlju. Upornost sovjetskih vojakov, ameriška vojaška pomoč, prihod mrzle zime in hiter transfer sovjetske vojaške industrije za Ural so spremenili potek vojne in privedli do poraza nacistične Nemčije leta 1945.
Rdeča armada je do konca druge svetovne vojne leta 1945 zasedla celotno ozemlje držav nekdanjega vzhodnega bloka, del Nemčije in Avstrije, skupaj s partizanskimi enotami pa nekatere predele bivše Jugoslavije, med drugim tudi Beograd. Na območju današnje Slovenije je pustila največji pečat v Prekmurju, ki ga je v celoti osvobodila. 

## Sestava
- Vojno letalstvo Rdeče armade (VVS RKKA)
- Vojna mornarica Rdeče armade ali Delavsko-kmečka rdeča mornarica